# Ya-Ya-yah (テレビ番組)
『Ya-Ya-yah』（ヤーヤーヤー）は、テレビ東京系列局と一部独立UHF局で放送された音楽バラエティ番組。製作局のテレビ東京では2003年1月5日から2007年10月27日まで放送。

## 概要
ジャニーズJr.のグループ・Ya-Ya-yahやNEWSのメンバーが主に出演していた番組。小山慶一郎が進行役。J.J.Expressのメンバーも出演。その他、うつみ宮土理と村上信五も出演していた。
ハイビジョン制作だったが、ロケーション収録の部分に関しては4:3比の標準画質映像で、地上デジタル放送ではアップコンバート映像にサイドパネルが付いていた。このサイドパネルのデザインは、放送内容に合わせて毎回変えられていた。
2006年5月21日オンエア分より衣装もセットもリニューアルされた。
2007年4月の改編で、それまで直前枠で放送されていた『ハロー!モーニング。』が『ハロモニ@』と題してリニューアルすると同時に、この番組が放送されていた日曜12時24分枠へ移動してくることになった。そのため、番組は土曜18時30分枠へ移動した。番組は同年10月27日放送分をもって同タイトルでの放送を終了。

## 番組終了時の出演者

### レギュラー
- Ya-Ya-yah
  - 薮宏太
  - 八乙女光
  - 鮎川太陽
  - 山下翔央
- NEWS
  - 小山慶一郎 - 進行役[4][5]
  - 加藤成亮[5]
  - 手越祐也（テゴマス）
  - 増田貴久（テゴマス）

### 準レギュラー
- J.J.Express[2]
- ジャニーズJr.[2]
- Hey!Say!7（LIVESTAGEのコーナーに出演）[6]

## 過去の出演者
- K.K.Kity[7]
  - 草野博紀[5]
- ミドリーヌ先生[7] - うつみ宮土理[3]
- ムラカミーゴ[3] - 村上信五：教育実習生[3]
- 赤間直哉
- 星野正樹
- 二階堂高嗣[7]
- 森内寛樹[7]

## ナレーター
- 末武里佳子（テレビ東京アナウンサー）

## コーナー
未来新聞
近い将来、実現化される驚きの技術を一足先に見学・体感する。
LIVESTAGE
Ya-Ya-yahのメンバーやその他のジャニーズJr.のメンバーによるステージコーナーで、彼らがオリジナル曲やジャニーズタレントの曲を披露していた。
Oh yah!孝行デビュー
2007年4月から始まったコーナー。子供達の始めての親孝行をメンバーがバックアップ。
失敗は成功のマザー
ご一食させてください
「自宅でいきなりお昼ご飯を食べさせて欲しい」という無茶なお願いを受け入れてくれるかを検証するコーナー。2人でいろいろな地域へ行き、自宅でお昼ご飯を食べさせてくれる人を探す。出演はYa-Ya-yahの4人が中心だが、過去にはJ.J.Expressの伊野尾慧や中島裕翔も参加したことがある。
THE TEPPAN
メンバーと芸人が鉄板料理を賭けて対決するコーナー。メンバーは1分間芸人のネタに耐えられれば料理が食べられるが、笑ってしまった場合は鉄板料理を食べられず、芸人は2人以上が笑ったら鉄板料理を食べることができる。
特撮!スローモーション
あるテーマの動作をスローで見るコーナーで、スローで見るために必要な実験をメンバーが体当たりで挑戦していた。
ハテナ解消クラブ
番組に送られてきた質問に対し、園児たちが答えるコーナー。
なるほど工場見学
食べ物や普段使っている物などがどのように作られているかという謎を、メンバーが製造工場を見学することで解決していたコーナー。
鬼ごっこ
ある一定のエリアで60分間の大規模な鬼ごっこを行うコーナー（ただし、開始から5分後に鬼がスタートするので実質的な逃走時間は55分）。鬼は全身黒タイツに白仮面を装着しており、タッチされれば「OUT」となってゲーム脱落。2004年11月に開始した後、しばらくシリーズ化されていたが、後の放送時間の移動に伴い終了。2004年9月にフジテレビで放送された『逃走中』を模した内容であり、演出も酷似していた。全14回放送しており、最多逃げ切り回数を誇るのは薮と山下（ともに3回ずつ)。逆に八乙女は全14回すべてに参加したにもかかわらず、レギュラー8人の中で唯一1度も逃げ切り成功したことが無い。
第9回までは鬼は常に顔を隠した者で構成されており完全に敵としてゲームに参加していたが、第10回からはお笑い芸人が鬼として白仮面とタイツを着用して参加する形式に変更された。こちらでは鬼はメンバーを捕まえないと仮面を外せず、顔も名前も明かせない（テロップでは名前の一部が伏字になって表示される）。なお、メンバーを確保した鬼は名前を明かしたうえでゲームから勝ち抜けるため、終盤になるにつれて鬼は減っていく形となる。

|        | 放送日                | タイトル                   | 舞台                 | 逃げ切り成功者         |
| ------ | --------------------- | -------------------------- | -------------------- | ---------------------- |
| 第1回  | 2004年11月14日        | サバイバル鬼ごっこ         | 東武動物公園         | なし                   |
| 第2回  | 2005年1月30日         | 鬼ごっこReturns            | 東洋学園大学         | 小山                   |
| 第3回  | 2005年3月13日         | 鬼ごっこRevolutions        | 東京テレコムセンター | 藪・草野・加藤・伊野尾 |
| 第4回  | 2005年5月22日         | 鬼ごっこReverse            | 日光ウエスタン村     | 加藤                   |
| 第5回  | 2005年6月19日         | 鬼ごっこソルジャー         | 横浜アリーナ         | 太陽・増田             |
| 第6回  | 2005年7月17日         | 鬼ごっこリベンジ           | 尚美学園大学         | 太陽                   |
| 第7回  | 2005年9月18日         | 鬼ごっこボビー軍団         | 目白大学             | なし                   |
| 第8回  | 2005年10月2日         | 鬼ごっこアスリート系芸能人 | 東京テレコムセンター | 藪・手越               |
| 第9回  | 2005年10月30日        | 絶対に負けられない鬼ごっこ | あらかわ遊園         | 山下                   |
| 第10回 | 2006年1月4日          | サバイバル鬼ごっこ         | 東洋英和女学院大学   | 藪                     |
| 第11回 | 2006年3月26日・4月2日 | 鬼ごっこファイナル         | 東洋英和女学院大学   | なし                   |
| 第12回 | 2006年8月27日         | 帰ってきた鬼ごっこSP       | 恵泉女学園大学       | 山下                   |
| 第13回 | 2006年12月30日        | サバイバル鬼ごっこ         | 横浜市立大学         | なし                   |
| 第14回 | 2007年10月20日        | 鬼ごっこリターンズ         | 東洋学園大学         | 山下                   |

ミッションデリバリー
メンバーやお笑い芸人とともに高級の食べ物をゲットするコーナーで、デリバリーが届くまでにミッションを成功させることを目標としていた。2007年1月に開始したが、同年4月のリニューアルを控えて3月に終了した。
BP Question
脳をトレーニングするクイズ企画。当時放送されていた『サルヂエ』『脳内エステ IQサプリ』『ロンQ!ハイランド』などの脳トレ系の番組を模倣した内容であった。
愛Q劇場
ハニー（増田貴久）はクイズ好きで、食事の前にダーリン（山下翔央）にクイズを出し、答えられなかったら食事は没収される。問題は、視聴者から募集したものを使用していた。
それいけ!クサNo!マン
薮宏太と八乙女光の前に豆知識を教えにクサNo!マン（草野博紀）が毎回何かに乗って登場する。一方的に登場してすぐに消えてしまう。
東京マル秘伝説
東京の知られざる伝説の中からゲストが1つ選び、それをメンバーが解明するコーナー。Ya-Ya-yahのメンバー以外にも、J.J.Expressの伊野尾慧や中島裕翔、NEWSの増田貴久、草野博紀、小山慶一郎などが行ったこともある。
太陽教授のなんでも実験室
鮎川太陽が、視聴者から届いたトリビアを実験で解明するコーナー。助手は毎回変わっていた。園児役で小山慶一郎、草野博紀、加藤成亮、手越祐也などが実験を一緒に行っていた。
都道府県検索
G-1選手権
公開オーディション
2004年8月12日にジャニーズJr.の公開オーディションを行った。そのオーディションからは、山田涼介、森本龍太郎、橋本良亮、阿部亮平、深澤辰哉らを生み出した。また、不合格者にPrizmaXのメンバーを務めている島田翼（スターダストプロモーション所属）らがいる。
ジャニーズＪｒ．のお悩み相談室
同世代の視聴者からの悩み事の相談に乗る人気コーナー。
江戸っ子塾
江戸から続く伝統技能を見学・体験しその奥深い世界を学ぶ。

## 放送局
この番組は、テレビ東京系列局および東海地区・関西地区の独立UHF局で放送されていた。しかしながら、テレビ東京系列に属していながらこの番組を放送していなかった局が過去にはあり、テレビ愛知が一時期放送を中断していたことがある。また、テレビ北海道に至っては長年この番組を放送していなかったが、番組開始から4年半後の2007年7月にようやく遅れネットでの放送を開始し、系列6局がネット局に揃うこととなった。しかし、番組自体が同年10月に終了したことから、テレビ北海道での放送期間は同年12月までのわずか5か月間となった。
放送時間は地域により異なっていた。また、当初の放送枠は24分だったが、2005年10月の改編で6分縮小した『ハロー!モーニング。』の放送枠縮小分を譲り受けて30分に拡大した。
| 放送対象地域   | 放送局         | 系列           | 放送日時 | 放送日の遅れ               |
| -------------- | -------------- | -------------- | --- | -------------------------- |
| 関東広域圏     | テレビ東京     | テレビ東京系列 | 日曜 12時30分 - 12時54分（2003年1月 - 2005年9月） 日曜 12時24分 - 12時54分（2005年10月 - 2007年4月） 土曜 18時30分 - 19時00分（2007年4月 - 2007年10月）    | 製作局                     |
| 北海道         | テレビ北海道   | テレビ東京系列 | 水曜 18時30分 - 19時00分（2007年7月 - 2007年12月） | 39日遅れ（2007年8月以降）  |
| 愛知県         | テレビ愛知     | テレビ東京系列 | 日曜 11時05分 - 11時30分（2003年） 日曜 06時00分 - 06時30分（2004年） 金曜 15時00分 - 15時30分（不明 - 2007年10月） 水曜 14時30分 - 15時00分（2007年11月） | 18日遅れ（2007年11月以降） |
| 大阪府         | テレビ大阪     | テレビ東京系列 | 金曜 12時35分 - 13時00分（2003年） 土曜 07時00分 - 07時25分（2003年） 土曜 06時30分 - 07時00分（不明 - 2007年11月）                                        | 7日遅れ                    |
| 岡山県・香川県 | テレビせとうち | テレビ東京系列 | 火曜 07時30分 - 08時00分（不明 - 2007年11月） | 10日遅れ                   |
| 福岡県         | TVQ九州放送    | テレビ東京系列 | 日曜 12時24分 - 12時54分（2005年10月 - 2007年4月） 日曜 06時30分 - 07時00分（2007年4月 - 2007年11月）                                                      | 8日遅れ（2007年4月以降）   |
| 岐阜県         | 岐阜放送       | 独立UHF局      | 日曜 18時00分 - 18時30分（不明 - 2007年11月） | 22日遅れ                   |
| 三重県         | 三重テレビ     | 独立UHF局      | 月曜 17時00分 - 17時30分（不明 - 2007年12月） | 58日遅れ                   |
| 滋賀県         | びわ湖放送     | 独立UHF局      | 木曜 24時50分 - 25時20分（不明 - 2007年11月） | 5日遅れ                    |
| 奈良県         | 奈良テレビ     | 独立UHF局      | 日曜 12時00分 - 12時30分（期間不明） 火曜 08時00分 - 08時30分（不明 - 2007年11月）                                                                         | 10日遅れ                   |

- 放送開始当初は、TBS系列局の東北放送でも数回だけ放送されていたことがある。
- テレビ北海道での放送時間は系列他局での『スキバラ』枠に相当するが、同枠の番組としては放送されていなかった（詳細はスキバラ#ネット局などを参照）。また、2007年8月1日の放送はサッカー中継の同時ネットがあったことから休止となり、同年7月の放送開始時から生じていた遅れがさらに1週分増えることになった。
- コンサートのレポートを放送する際に、関東地方では公演中であっても遅れネット局の地域では既に公演が終了している場合もあったため、当該回が関東地方で放送された日付を伝える断りのテロップを挿入することがあった。